# Parker McKenna Posey
Parker Mckenna Posey (Los Angeles, 18 agosto 1995) è un'attrice statunitense, nota per avere interpretato Kady Kyle nella fiction televisiva statunitense Tutto in famiglia.

## Biografia
Nata a Los Angeles il 18 agosto 1995, Parker McKenna Posey ha esordito nel mondo dello spettacolo all'età di due anni in una pubblicità della Kodak, prima di posare come modella per i cataloghi Disney e per le pubblicità dell'azienda di abbigliamento Old Navy . Nel 2001 è stata la protagonista del video musicale del singolo Sweet Baby della cantante statunitense Macy Gray. Ha interpretato Kady Kyle nella fiction televisiva statunitense Tutto in famiglia dal 2001 al 2005 e, grazie a questo ruolo, ha ottenuto una nomination agli Young Artist Award.
Parker ha due fratelli, Jake e Khari, e una sorella, Dilynne, e vive a Los Angeles con la madre . A maggio 2021, è diventata mamma di una bambina, Harley.

## Filmografia

### Cinema
- Alice - Una vita sottosopra (Alice Upside Down), regia di Sandy Tung (2007)
- Lucky Girl, regia di  Greg Carter (2015)
- 90 Minutes of the Fever, regia di Michael Sean Hall (2016)

### Televisione
- Tutto in famiglia (My Wife and Kids) – serie TV, 123 episodi (2001-2005)
- NYPD - New York Police Department (NYPD Blue) – serie TV, episodio 8x01 (2001)
- Squadra Med - Il coraggio delle donne (Strong Medicine) – serie TV, episodio 5x02 (2004)
- Mi presenti Babbo Natale? (Meet the Santas), regia di Harvey Frost – film TV (2005)
- iCarly – serie TV, episodio 2x12 (2009)
- Summer Camp – film TV (2010)
- Snowfall – serie TV, episodio pilota (2017)
- Games People Play – serie TV, 10 episodi (2019)